# SJ Ö
Die Elektrolokomotiven der Baureihe Ö waren schwedische Akkumulatoren-Lokomotiven, die ab 1926 von Statens Järnvägar beschafft wurden. Dies war die Zeit, als das schwedische Schienennetz in größerem Ausmaß elektrifiziert wurde. Die Lokomotiven besaßen Scherenstromabnehmer, Gleichrichter und Batterien, um sie als Bauzuglokomotiven auf Strecken einsetzen zu können, auf denen noch keine Oberleitung vorhanden war. Die Stromentnahme erfolgte aus der Fahrleitung.

## Baureihe Öa
1926 wurden die ersten beiden Lokomotiven gebaut. Sie waren zweiachsig und hatten das Führerhaus in der Mitte. Sie erwiesen sich für den Rangierverkehr nicht geeignet und wurden vor allem für die Fahrleitungsmontagezüge verwendet.

## Baureihe Zö
Im Rahmen einer Umzeichnung bekamen die Lokomotiven 1929 die Nummern Zö 100 und Zö 101.
Die Zö 100 war bis 1960 im Einsatz und wurde im gleichen Jahr in Vislanda verschrottet, die Zö 101 wurde 1963 abgestellt und 1967 in Notviken verschrottet.

## Baureihe Öb
In den frühen 1930er Jahren bestellt SJ acht weitere leistungsstärke Lokomotiven. Diese waren zweiachsig und entsprachen nicht den Erwartungen. Sie wurden zwischen 1963 und 1970 aus dem Verkehr gezogen und zwischen 1964 und 1970 verschrottet.

## Baureihe Öc
Die nächste Serie wurde auf Grund der Erfahrungen als Drehgestelllokomotive gebaut. Die 1935 und 1936 von ASEA gelieferten zwölf Lokomotiven waren die ersten Drehgestellloks in Schweden. Wie bei den vorhergegangenen Serien war der Führerstand mittig angeordnet. In einem der beiden Vorbauten waren die Batterien untergebracht, im anderen fanden die Motoren ihren Platz.
Die Batterien mit 360 in Serie geschalteten Zellen wurden über ein Ladegerät geladen, wenn die Lok im Fahrleitungsbetrieb eingesetzt wurde. Der Fahrstrom für die Motoren wurden aus den Batterien entnommen.
Öc 396 wurde von 1960 bis 1963 für Gleichrichterversuche verwendet, danach abgestellt und 1964 verschrottet. Der Rest der Serie wurde bis auf zwei Ausnahmen ab 1967 abgestellt und bis 1975 verschrottet. Öc 491 ging 1981 in den Dienstfahrzeugbestand der SJ über und erhielt die Nummer Qaz 9451116. Nach ihrer Abstellung 1983 wurde sie 1988 Reservelok für das schwedische Eisenbahnmuseum, ihre Verschrottung erfolgt 2003 in Grängesberg. Öc 395 wurde als Qaz 9440076 ebenfalls 1981 Dienstfahrzeug, erhielt 1986 die neue Bezeichnung Qzg 9440076 und wurde 1987 an das Eisenbahnmuseum übergeben.

## Baureihe Öd
In den 1940er Jahren folgte die stärkste Serie. Diese Lokomotiven konnten entweder mit Batterien oder über Oberleitung als normale E-Lok gefahren werden. Sie wurden neben den Elektrifizierungsarbeiten vor allem im Verschubbetrieb verwendet. Hier konnten im Batteriebetrieb Gleisanschlüsse ohne Oberleitung befahren werden.
Die ersten Lokomotiven wurden bereits 1970 abgestellt. Nach der Ausmusterung der Reihen Öa und Öb wurden weitere Lokomotiven in den Dienstfahrzeugpark übertragen und nur noch für den Gleisbau eingesetzt.
- Öd 448 – 1981 Qaz 9451117, 1986 Qzv 9451117, abgestellt 1986, verschrottet 1988 in Vislanda.
- Öd 450 – 1981 Qaz 9451128, abgestellt 1981, 1985 an Malmbanens Venner verkauft.
- Öd 633 – 1981 Qaz 9451101, abgestellt 1986, verschrottet 1988 in Vislanda
- Öd 635 – 1981 Qaz 9451094, abgestellt 1983, verschrottet 1988 in Kil
- Öd 640 – 1981 Qaz 9451129, 1986 Qzv 9451129. abgestellt 1987, verschrottet 1988 in Kil
- Öd 643 – 1981 Qaz 9451074, abgestellt 1983, verschrottet 1996 in Hallstahammar
- Öd 682 – 1981 Qaz 9451118, abgestellt 1982, verschrottet 1982 in Vislanda
- Öd 685 – 1981 Qaz 9451130, 1986 Qzv 9451130, 1989 an BV/EuroMaint AB in Örebro, verschrottet 2004 in Örebro
- Öd 686 – 1981 Qaz 9451102, abgestellt 1982, verschrottet 1983 in Vislanda

Die letzte Lok im normalen Einsatzdienst wurde 1981 abgestellt und 1982 verschrottet.

## Verbleib
In den frühen 1990er Jahren gab es fortgeschrittene Pläne für Öd-Lokomotiven, die im neuen Bahnhof Helsingborg C die Wagenverladung auf die Eisenbahnfähren übernehmen sollten. Es wurde begonnen, eine stillgelegte Lok dafür vorzubereiten. Sie wurde jedoch nie fertiggestellt. Diese Aufgabe übernahm die Baureihe Z68.
Für die Loktype gab es bei den SJ keine Nachfolger. Es war preiswerter, Diesellokomotiven einzusetzen, statt die schweren und wartungsintensiven Akkumulatoren zu pflegen.
Zwei Lokomotiven sind erhalten: Öc 395 beim Sveriges Järnvägsmuseum in Gävle und Öd 450 bei der Museumsgesellschaft Malmbanans Vänner.